# José Soriano
José Eusebio Soriano Barco (Chiclayo 19 de abril de 1917 - Buenos Aires, 22 de março de 2011) foi um futebolista peruano.
Fora o futebol, chegou a praticar basquetebol, aproveitando-se de sua estatura de 1,90 m. Mas, antes de tornar-se jogador profissional, trabalhava no cultivo de cana-de-açúcar, até receber convite do clube Alfonso Ugarte de Chiclín. Tratava-se de uma equipe fora da primeira divisão peruana, mas ainda assim Soriano foi convocado pela Seleção Peruana para o Campeonato Sul-Americano de Futebol de 1942. Já havia atraído a atenção da Argentina, onde foi convidado a se juntar ao elenco do Independiente após os Diablos Rojos o terem visto depois de uma excursão pelo Peru.
Só foi ao país vizinho após o Sul-Americano, mas para jogar no pequeno Banfield. No Taladro, chamou a atenção do River Plate, que o contratou por 100 mil pesos. Apesar do que seria uma breve passagem pelos millonarios, várias coisas o marcaram: nos campos, a educação com que tratava colegas e adversários, fazendo questão de cumprimentar a todos os oponentes antes das partidas, o que por vezes até retardava o início, mas que lhe renderia a afetuosa alcunha de "Cavalheiro do Esporte"; além disso, também o pioneirismo em jogar um pouco afastado do seu arco a fim de bloquear os ângulos dos adversários, sendo grande inspiração para o jovem Amadeo Carrizo, que fora seu reserva e popularizaria tal forma de jogar entre os goleiros.
Soriano ficou marcado também por atituldes fora dos gramados, mas que teriam grande influência neles: involuntariamente, ao reunir em sua casa os capitães de todos os times da primeira e segunda divisão argentinas, acabaria por influenciar na formação do sindicato dos jogadores, cujas pretensões não-atendidas por melhorias das condições da categoria resultariam em uma greve em 1948. O peruano já não estava no River neste ano: por conta de sua influência no sindicato, foi demitido do River  (onde havia faturado o campeonato argentino de 1945, em meio ao grande elenco riverplatense da época, conhecido como La Máquina) ainda em 1946.
Foi jogar ao lado do colega riverplatense Adolfo Pedernera no pequeno  Atlanta, que planejava formar uma grande equipe. A tentativa não deu certo e o clube de Villa Crespo terminaria rebaixado. Soriano resolveu se aposentar ali, ainda com 29 anos, recusando ofertas do Eldorado colombiano na época - para onde, por sinal, muitos dos jogadores grevistas foram atraídos.
A qualidade de Soriano nas metas fez com que ele fosse seriamente cogitado pela Seleção Argentina caso se naturalizasse, mas, fiel à sua pátria, declinou o convite. Continuou a morar em Buenos Aires  até falecer, aos 93 anos.